# Гудбок
Гудбо́к — посёлок Каликинского сельсовета Добровского района Липецкой области.
Образован в 1923 году. Тогда из села Гудово переселились несколько селян. Место для поселения они выбрали сбоку, отсюда название — Гу́довский Бок; сокращенно — Гудбо́к.
В 1932 году Гудбок был центром сельского совета.
В Гудбоке находится пруд. На южной стороне шоссе находится посёлок Густый. До 2001 года функционировал магазин. Главная улица — Вострякова. Посёлок соединен с шоссе дорогой с твердым покрытием.

## Население
| 2006 | 2010 |
| ---- | ---- |
| 42   | ↘33  |